# Степной склон Молочного лимана
Степной склон Молочного лимана —ботанический заказник местного значения в границах Приазовского национального природного парка, расположенный на территории Акимовского района (Запорожская область, Украина). Заказник создан 2 октября 1992 года. Площадь — 7,7 га. Управляющая организация заказника — Кирилловский поссовет.
Заказник входит в водно-болотные угодья международного значения «Молочный лиман», согласно Рамсарской конвенции с особым охранным режимом.

## История
Заказник местного значения был создан Распоряжением Представителя Президента Украины от 02.10.1992 года №321. Заказник вошёл в состав (с сохранением статуса) Приазовского национального природного парка, созданного 10 февраля 2010 года Указом Президента Украины Виктора Ющенко №154/2010.

## Описание
Заказник создан с целью охраны, сохранения, возобновления и рационального использования природных комплексов северо-западного побережья Азовского моря. 
Занимает участок береговой линии (правый/западный) Молочного лимана — на территории Кирилловского поссовета за границами населённых пунктов, что восточнее села Лиманское. Восточнее примыкает заказник «Молочный лиман» (заповедная зона Приазовского НПП).

## Природа
Ландшафт представлен водно-болотными угодьями и степной растительностью. Лиман является местом гнездования и миграции множества птиц. 